# Vlad lonescu - Șișești
Vlad Ionescu-Șișești (n. 26 martie 1918, București – d. 6 iunie 2003, București) a fost un agronom, profesor universitar și cercetător român, fondator al cercetărilor privind culturile irigate în România. Fiul savantului Gheorghe Ionescu-Șișești, Vlad Ionescu-Șișești a contribuit semnificativ la dezvoltarea irigațiilor agricole, elaborând tehnologii pentru culturi precum sfecla de zahăr, porumb și grâu. Lucrarea sa de referință, Culturi irigate (1971), este considerată un tratat fundamental în domeniu.

## Biografie
Copilărie și educație
Vlad Ionescu-Șișești s-a născut la 26 martie 1918 în București, unde a urmat școala primară și liceul „Sf. Lazăr”, absolvit în 1938. Între 1940 și 1944, a studiat la Facultatea de Agronomie din București, obținând titlul de inginer agronom „cu distincție”. În 1964–1965, a efectuat o specializare în culturi irigate la Universitatea Statului Kansas, SUA, devenind membru al Societății de Irigație prin Aspersiune din SUA. A obținut titlul de doctor în agronomie în 1968. 
Carieră profesională
După absolvire, a fost director al fermei Fetești a Facultății de Agronomie București (1944–1945). Între 1945 și 1949, a fost asistent și șef de lucrări la facultățile de agronomie din București și Iași. Din cauza Reformei învățământului din 1948, considerat „necorespunzător politic”, a ocupat poziții tehnice în Timișoara (referent tehnic, 1950), Craiova (Laboratorul regional pentru controlul semințelor, 1951–1952) și București (proiectant principal pentru irigații, Institutul de Planuri pentru Amenajări de Cursuri de Apă, 1953–1956). 
Din 1956, a revenit în învățământ ca șef de lucrări la disciplina „Culturi irigate” la Institutul Agronomic „N. Bălcescu” București, devenind conferențiar (1964) și profesor (1969), activând până în 1988. A colaborat cu institute de cercetare, fiind responsabil al Laboratorului pentru regim de irigare (1966) și șef al Secției de irigații (1967–1970) la Institutul de Cercetări pentru Îmbunătățiri Funciare și Pedologie. În 1972, a coordonat un program ASAS privind valorificarea apelor reziduale pentru irigații. 
Activitate științifică
Vlad Ionescu-Șișești a fondat cercetările privind culturile irigate în România, abordând tehnologia irigațiilor, regimul de irigare și agrotehnica plantelor de câmp.
Cercetări privind irigațiile
A elaborat studii fundamentale pentru extinderea irigațiilor în bazinele Crișuri, Bârlad, Argeș, Șiret și Delta Dunării, publicând lucrări precum „Situația agriculturii actuale și planul de extindere a irigațiilor în bazinul Crișuri” (1953) și „Stabilirea elementelor tehnice ale regimului de irigație pentru solurile din Dobrogea” (1970). Aceste lucrări au delimitat perimetrele de irigație și au stabilit sortimentul de culturi irigate. 
Tehnologia culturilor irigate
A dezvoltat tehnologii pentru culturi irigate, cu accent pe sfecla de zahăr, porumb și grâu. Pentru sfecla de zahăr, a publicat lucrări precum „Cultura irigată a sfeclei de zahăr” (1959) și „Agrotehnica sfeclei de zahăr irigate” (1961), stabilind regimul de irigație, densitatea plantelor și aplicarea îngrășămintelor. A efectuat cercetări similare pentru porumb („Cercetări privind stabilirea regimului de irigare la porumb”, 1973) și grâu („Influența soiului și a densității de semănat asupra producției grâului în cultura irigată”, 1964). 
Regimul de irigare
A pus bazele stabilirii regimului de irigare, publicând studii precum „Studiul dinamicii umidității din sol sub diferite culturi agricole la Băneasa” (1959) și „Regimul de irigare a sfeclei de zahăr în zona solurilor brun-roșcate” (1964). A dezvoltat un prototip de agrotensiometru pentru măsurarea umidității solului. 
Organizarea cercetării
A înființat câmpuri experimentale la Arad, Buzău, Balotești, Băneasa și Căzănești, coordonând cercetări privind regimul de irigare și utilizarea apelor reziduale. A fost conducător științific pentru peste 20 de doctoranzi și a contribuit la amenajarea agricolă a Deltei Dunării, inclusiv a Insulei Mari a Brăilei. 
Activitate didactică
Vlad Ionescu-Șișești a fondat disciplina „Culturi irigate” la Institutul Agronomic „N. Bălcescu”, elaborând primul curs universitar, „Curs de culturi irigate, partea I: Bazele agriculturii irigate” (1962), de peste 300 de pagini. Tratatul „Culturi irigate” (1971), de 470 de pagini, este o lucrare de referință, utilizată în învățământ și producție. A publicat șapte cursuri și îndrumătoare practice, fiind recunoscut pentru stilul clar și dedicarea față de studenți. 

## Moștenire și impact
Vlad Ionescu-Șișești a transformat agricultura irigată în România, contribuind la amenajarea a peste 3 milioane de hectare până în 1989. Cercetările sale asupra regimului de irigare și tehnologia culturilor irigate au asigurat producții stabile pentru sfecla de zahăr, porumb și grâu. Cursurile și tratatele sale, precum „Culturi irigate” (1971), rămân repere fundamentale. A fost ales membru de onoare al ASAS și membru corespondent al Academiei Române după 1989. 

## Premii și distincții
- Medalia „Serviciul credincios” cu spade (1945)
- Medalia „În cinstea colectivizării agriculturii” (1962)
- Insigna „Veteran din războiul antifascist” (1963)
- Premiul Ministerului Învățământului pentru „Agrotehnica culturilor irigate” (1962)
- Premiul I al Consiliului Superior al Agriculturii pentru manualul „Culturi irigate” (1968)

## Cărți și monografii
- Cultura irigată a sfeclei de zahăr, Editura Agrosilvică, București, 1959
- Sfecla de zahăr irigată, Editura Agrosilvică, București, 1961
- Curs de culturi irigate, partea I: Bazele agriculturii irigate, București, 1962
- Culturi irigate, Manual pentru școlile tehnice agricole, Editura Agrosilvică, 1964
- Culturi irigate, Editura Didactică și Pedagogică, București, 1971

## Articole științifice
- Situația agriculturii actuale și planul de extindere a irigațiilor în bazinul Crișuri, 1953
- Situația agriculturii actuale și planul pentru combaterea eroziunii și extinderii irigațiilor în bazinul Bârlad, 1954
- Situația agriculturii actuale și planul pentru amenajarea irigațiilor în bazinul Argeș, 1955
- Perspectiva de dezvoltare a agriculturii în cadrul planului de amenajare complexă a Deltei Dunării, 1956
- Folosirea resurselor locale de apă pentru extinderea irigațiilor, Redacția revistelor agricole, București, 1967
- Stabilirea elementelor tehnice ale regimului de irigație pentru solurile din Dobrogea, București, 1970
- Cercetări cu privire la regimul irigației la principalele culturi de câmp în zona nisipurilor de dune mobile din stânga Jiului, 1970
- Rezultatele obținute în România în cercetările cu regim de irigare la sfecla de zahăr, Analele ICCS, volumul 3, București, 1972
- Cercetări privind stabilirea regimului de irigare la porumb, 1973

## Cursuri și îndrumătoare
- Lecții de fitotehnie, 1957
- Curs de culturi irigate (ghid), 1966
- Cultura orezului, 1971
- Lucrări practice la culturi irigate – caiet de referate, 1971
- Regimul de irigare la principalele culturi de câmp, 1971
- Lucrări practice la culturi irigate – caiet de lucru, 1973